# Эффект Ханле
Эффект Ханле — уменьшение степени поляризации фотолюминесценции, вызываемой циркулярно поляризованным светом в структуре ферромагнетик-полупроводник с ростом величины магнитного поля. Назван по имени В.Ханле, впервые описавшем его в Zeitschrift für Physik в 1924 году.

## Объяснение
В магнитном поле {\displaystyle H} спин электрона прецессирует вокруг направления поля с ларморовой частотой {\displaystyle \omega =\gamma H}, где {\displaystyle \gamma } — гиромагнитное отношение. В стационарных условиях спин не зависит от времени и отклоняется от первоначального направления, уменьшаясь по величине. Это вызывает эффект Ханле.

## Применение
Используется для оптического и электрического управления ферромагнитными свойствами в структурах ферромагнетик-полупроводник c тонкими ферромагнитными плёнками. Ферромагнитные плёнки можно использовать как магнитные запоминающие устройства с электронным управлением. Впервые управление магнитными свойствами с помощью полупроводника было осуществлено в гибридной системе {\displaystyle Ni-GaAs}.